# Arxiomyces
Arxiomyces — рід грибів родини Ceratostomataceae. Назва вперше опублікована 1983 року.

## Класифікація
До роду Arxiomyces відносять 3 види:
- Arxiomyces campanulatus
- Arxiomyces vitis
- Arxiomyces zuberiensis